# Medinilla (kommun)
Medinilla är en kommun i Spanien.   Den ligger i provinsen Provincia de Ávila och regionen Kastilien och Leon, i den centrala delen av landet, 160 km väster om huvudstaden Madrid. Antalet invånare är 133. Arean är 22,0 kvadratkilometer.
Terrängen i Medinilla är platt norrut, men söderut är den kuperad.